# Comuna Drăgoești, Ialomița
Drăgoești (în trecut, Drăgoești-Biținele) este o comună în județul Ialomița, Muntenia, România, formată din satele Chiroiu-Pământeni, Chiroiu-Satu Nou, Chiroiu-Ungureni, Drăgoești (reședința) și Valea Bisericii.

## Așezare
Comuna se află în sud-vestul județului, la limita cu județul Călărași, pe malurile bălților formate de râul Colceag, un afluent al Mostiștei. Este traversată de șoseaua județeană DJ302, care o leagă spre nord-vest de Roșiori și Movilița (unde se termină în DN2); și spre sud-vest de Belciugatele (județul Călărași; unde se termină în DN3).

## Demografie
Componența etnică a comunei Drăgoești
     Români (92,61%)
     Alte etnii (1,12%)
     Necunoscută (6,27%)
Componența confesională a comunei Drăgoești
     Ortodocși (91,96%)
     Alte religii (1,12%)
     Necunoscută (6,92%)
Conform recensământului efectuat în 2021, populația comunei Drăgoești se ridică la 1.069 de locuitori, în scădere față de recensământul anterior din 2011, când fuseseră înregistrați 1.082 de locuitori. Majoritatea locuitorilor sunt români (92,61%), iar pentru 6,27% nu se cunoaște apartenența etnică. Din punct de vedere confesional, majoritatea locuitorilor sunt ortodocși (91,96%), iar pentru 6,92% nu se cunoaște apartenența confesională.

## Politică și administrație
Comuna Drăgoești este administrată de un primar și un consiliu local compus din 9 consilieri. Primarul, Mihail Gheorghe[*], de la Partidul Social Democrat, este în funcție din octombrie 2020. Începând cu alegerile locale din 2024, consiliul local are următoarea componență pe partide politice:
|  | Partid                          | Consilieri | Componența Consiliului | Componența Consiliului | Componența Consiliului | Componența Consiliului | Componența Consiliului | Componența Consiliului | Componența Consiliului |
|  | ------------------------------- | ---------- | ---------------------- | ---------------------- | ---------------------- | ---------------------- | ---------------------- | ---------------------- | ---------------------- |
|  | Partidul Social Democrat        | 7          |                        |                        |                        |                        |                        |                        |                        |
|  | Alianța pentru Unirea Românilor | 1          |                        |                        |                        |                        |                        |                        |                        |
|  | Alianța Dreapta Unită           | 1          |                        |                        |                        |                        |                        |                        |                        |

## Istorie
La sfârșitul secolului al XIX-lea, comuna se numea Drăgoești-Biținele, făcea parte din plasa Mostiștea a județului Ilfov și era formată din satele Bițina-Ungureni, Bițina-Pământeni, Chiroiu-Ungureni, Chiroiu-Pământeni, Drăgoeștii de Sus, Drăgoeștii de Jos și Drăgoești-Snagov, având în total 1996 de locuitori, ce trăiau în 382 de case și 16 bordeie. În comună funcționau două școli mixte, o moară cu aburi, cinci mașini de treierat cu aburi și patru biserici (la Bițina-Pământeni, Chiroiu-Pământeni, Drăgoeștii de Sus și Drăgoeștii de Jos). Anuarul Socec din 1925 consemnează schimbarea numelui comunei în Drăgoești și transferul ei la plasa Fierbinți a aceluiași județ; comuna avea în compunere satele Drăgoeștii de Sus, Drăgoeștii de Jos, Drăgoești-Mâenei, Drăgoești-Snagov și Drăgoești-Valea Bisericii, cu o populație totală de 1875 de locuitori (o parte din sate se separaseră pentru a forma comuna Chiroiu).
În 1950, comuna a trecut în subordinea raionului Urziceni din regiunea București (între 1952 și 1956, din regiunea Ploiești). În 1968 a revenit la județul Ilfov, reînființat; tot atunci, satele Drăgoești-Mâeni, Drăgoeștii de Jos, Drăgoeștii de Sus și Drăgoești-Snagov au fost comasate, formând satul Drăgoești, iar comunei i-au revenit satele Chiroiu-Satu Nou, Chiroiu-Ungureni și Chiroiu-Pământeni, după desființarea comunei Chiroiu. În 1981, o reorganizare administrativă regională a dus la transferarea comunei la județul Ialomița.